# Mossèn Verdú
Mossèn Verdú (Catalunya, segle XV — ?, segle xv) va ser un poeta del segle xv amb una obra al Cançoner de París.
Pel que fa a la seva biografia, apareix en dates compatibles un Mossèn Verdú que és "fill del discret Antoni Verdú de Tarragona". El text de govern, recollit per l'historiador Antoni de Bofarull i de Brocà, exposa una problemàtica al voltant de la compravenda d'oficis religiosos.
La seva única obra coneguda és una cançó escrita al voltant del 1443 i dedicada a Serena Sestorres, una monja del Monestir de Vallbona de les Monges que està documentada al monestir entre 1443 i 1474 i que va tenir una germana, Violant, abadessa del mateix cenobi. El poema elogia la religiosa, diu que és una "monja molt valerosa" i la descriu com una dona que es fa estimar. Martí de Riquer es fixa en la proximitat del monestir de Vallbona amb el Castell de Verdú, on probablement vivia l'autor del text.